# Estrellita (canción)
Estrellita es una canción compuesta en 1912 por el compositor mexicano Manuel M. Ponce. El autor no registró la canción a su nombre, por omisión, por lo que al ganar fama internacional la obra no le aportó al autor, que murió en la pobreza, ningún beneficio económico. La canción gozó de gran popularidad en aquel entonces, tanto así que «rápidamente se conoció en todo el mundo haciendo famoso a su autor».
Los más grandes tenores así como los cantantes de música popular más connotados, como Giuseppe di Stefano, Plácido Domingo, Beverly Sills, Charlie Parker, Benny Goodman, José Carreras, Rolando Villazón, Javier Camarena y Ana María Ruge han interpretado en multitud de foros la canción a lo largo del último siglo.

## Letra
Estrellita del lejano cielo
que miras mi dolor, que sabes mi sufrir,
baja y dime si me quiere un poco,
porque yo no puedo sin su amor vivir.

Tú eres, estrella, mi faro de amor;
tú sabes que pronto he de morir.
Baja y dime si me quiere un poco,
porque yo no puedo sin su amor vivir.